# El balcón de la luna
El balcón de la luna es una película musical española de 1962, dirigida por Luis Saslavsky y escrita por Jorge Feliu y José María Font.

## Argumento
Charo, Cora y Pili son tres chicas que cantan en un local de variedades llamado El balcón de la luna. La película nos cuenta los tres distintos destinos que sufren las tres a lo largo de los que serán sus últimos meses en el local.

## Temas musicales
- Ay, qué calor: interpretada por Paquita Rico, Lola Flores y Carmen Sevilla
- A tu vera: interpretada por Lola Flores[1][2][3]
- El beso: interpretada por Paquita Rico
- Con el carambí: interpretada por Paquita Rico, Lola Flores y Carmen Sevilla
- Otra vez: interpretada por Carmen Sevilla
- Doña Carlota: interpretada por Lola Flores
- Adiós marinero: interpretada por Paquita Rico
- Guitarras en la noche: interpretada por Carmen Sevilla

## Curiosidades
- Las tres protagonistas eran las tres estrellas más importantes del momento, y los productores no sabían a quién colocar en primer lugar en los títulos de crédito. La solución fue colocar sus nombres girando en forma de aspas de molino.
- Según la premisa anterior, se equilibró al máximo la cantidad de números musicales para las protagonistas, cada una interpretó dos canciones en solitario, más dos canciones interpretadas por las tres.
- Uno de los mayores éxitos de Lola Flores, A tu vera, fue interpretado por primera vez por la cantante en esta película.

## Reparto
| Intérprete              | Personaje                            |
| ----------------------- | ------------------------------------ |
| Carmen Sevilla          | Charo Ríos                           |
| Lola Flores             | Cora Benamejí                        |
| Paquita Rico            | Pilar Moreno                         |
| Leo Anchóriz            | Rafael                               |
| Paloma Valdés           | Rosita                               |
| María Asquerino         | Amparo Rovira                        |
| Manuel Monroy           | Vicente Aguirre                      |
| Manuel Zarzo            | Manolo                               |
| Virgilio Teixeira       | Domingo de Triana                    |
| Guillermo Marín         | Indalecio de Quirós                  |
| Vicente Ros             | Miguel                               |
| José Prada              | Avisador                             |
| Yelena Samarina         | Alma Porcel                          |
| Josefina Serratosa      | Doña Consuelo                        |
| Juan Cortés             | Periodista TV                        |
| Adrián Ortega           | Don Aniceto                          |
| Manuel de Juan          | Portavoz de la sociedad filantrópica |
| Nicolás D. Perchicot    | Viejecito extranjero                 |
| Julia Pachelo           | Señora 1 de la sociedad filantrópica |
| Manuel Peiró            | Contable                             |
| José María Tasso        | Realizador TV                        |
| Ángel Álvarez           | Cura                                 |
| Guillermo Méndez        | Loquero 1                            |
| Paco Perea              |                                      |
| Isabel Perales          | Telefonista                          |
| Julia Osete             | Manuela                              |
| Jerónimo Montoro        | Policía                              |
| Luis Rivera             |                                      |
| Miguel Merino           |                                      |
| Joaquín Burgos          | Camarero                             |
| Juana Cáceres           | Señora 2 de la sociedad filantrópica |
| Fernando Sánchez Polack |                                      |
| Paloma Amaya            |                                      |
| Agustín Bescos          | Miembro de la sociedad filantrópica  |
| Carmen Pastor           | Señora 3 de la sociedad filantrópica |
| José Villasante         | Hombre del andén                     |